# IDS Center
IDS Center nebo také IDS Tower je nejvyšší mrakodrap ve městě Minneapolis, ale i ve státě Minnesota. Na výšku měří 241 m a má 57 pater. Jeho výstavba začala v roce 1968 a skončila v roce 1972. Budovu navrhla firma Johnson/Burgee Architects.